# Nachschwingen
Als Nachschwingen wird die freie Schwingung bezeichnet, die nach dem Ende der äußeren Anregung beim Übergang in die Ruhelage auftritt. Längeres Nachschwingen ist ein Zeichen für eine geringe Dämpfung.

## Beispiele

### In der Musik
- Während Saiteninstrumente lange nachschwingen, liefern Blasinstrumente einen eher trockenen (nachschwingarmen) Klang.
- Nachschwingen kann stören, z. B. das allzu lange Schwingen bei der Großen Trommel im Haydn- oder Jazz-Konzerten und wird durch die flache, auf die Saiten aufgelegte Hand des Harfenisten oder den Filz des Klaviers unterbunden.
- Erwünschtes Nachschwingen (typisch beim Harfenspiel oder beim Betätigen des rechten Pedals beim Klavier/Flügel) ermöglicht gleichzeitiges Erschallen nacheinander angeschlagener / gezupfter Saiten.

### Raumakustik, Bauakustik
- Nachhall kann erwünscht oder störend sein. Man vermeidet ihn durch Schalldämmung und kann ihn durch schwere, glatte Wände oder durch in die Wände eingebaute Hohlraumresonatoren verstärken. Nachhall kann auch elektronisch oder elektromechanisch erzeugt werden, siehe Effektgerät (Musik) oder Federhall.
- Fußböden werden nicht nur zur Trittschalldämmung besonders steif gebaut – sie sollen nicht in Schwingungen geraten.

### Schallwandler
- Bei Lautsprechern und -boxen ist Nachschwingen in der Regel unerwünscht, denn es verfälscht die Wiedergabe. Es tritt jedoch insbesondere bei Bassreflexprinzip und schlechten Boxen auf und wird insbesondere bei tiefen Frequenzen und bestimmten Musikstilrichtungen in Kauf genommen.
- Ultraschall-Wandler sollen insbesondere dann nachschwingungsarm sein, wenn sie zu Messzwecken (Impuls-Abstandsmessung) verwendet werden.

### Technik
- Bauwerke wie Brücken und Hochhäuser oder Türme sollen geringe Nachschwingzeiten haben, um bei Sturm oder rhythmischer Belastung nicht in übermäßiges Schwingen zu geraten (siehe auch Resonanzkatastrophe). Sie werden daher besonders steif gebaut und/oder mit einer Dämpfung versehen (siehe Tilgerpendel).
- Akustooptische Modulatoren sollen nachschwingarm sein, um das optische Signal schnell schalten zu können.

## Charakterisierung
Das Nachschwingen hat hinsichtlich der Amplitude meist einen exponentiellen Verlauf wie eine gedämpfte Schwingung. Effekte wie die Luftreibung können den Abklingverlauf jedoch amplitudenabhängig versteilern.
Das Nachschwingen wird durch die Nachschwingzeit und (beim Nachhall) durch die spektrale Verteilung charakterisiert.
Das Nachschwingen ist ein entscheidendes Merkmal vieler Musikinstrumente und kann bei vielen auch beeinflusst werden. Unterschiedliche Instrumente der gleichen Art unterscheiden sich oft durch unterschiedliche Nachschwingspektren und -zeiten.